# Emmanuel Rosencher
Emmanuel Rosencher né le 22 avril 1952 à Neuilly-sur-Seine et mort le 15 juin 2013 à Bagneux,, est un physicien français, enseignant à l’École polytechnique et directeur scientifique général de l’Onera (le laboratoire français d’étude et recherches aérospatiales). Il est nommé au grade de chevalier de la Légion d'Honneur en 2009.

## Travaux
Il est connu pour ses travaux de pionnier en opto-électronique, une discipline scientifique et technologique qui a trait à la réalisation et à l'étude de composants mettant en jeu l'interaction entre la lumière et les électrons dans la matière. Ces composants, qui permettent de transformer la lumière en courant électrique et réciproquement, sont des instruments privilégiés pour comprendre la nature de la lumière et des électrons.
Emmanuel Rosencher a contribué à diffuser l’opto-électronique au sein de la communauté des étudiants et chercheurs. Sa découverte des puits quantiques asymétriques a ouvert la voie à la réalisation de détecteurs infrarouge aujourd’hui utilisés dans de multiples domaines.
Il a écrit et co-signé plus de 180 articles dans le domaine des hétérostructures à semiconducteur, l’optique non linéaire, la physique du laser et la détection infrarouge. Ses recherches l’ont conduit à déposer plus d’une vingtaine de brevets[réf. nécessaire].
Ancien élève de l’École polytechnique (promotion 1972) et de l’École nationale supérieure des télécommunications (corps des ingénieurs des Télécommunications), il effectua une thèse de mathématiques appliquées en 1978, puis obtint son Habilitation à Diriger des Recherches en Physique en 1986. Chercheur au Laboratoire de Physique des Solides de l’École Normale Supérieure de 1978 à 1979, il rejoint le Centre National d’Études des Télécommunications (CNET) à Grenoble en 1979 d’abord comme chercheur puis comme chef du Laboratoire « Physique des Composants microélectroniques ». En 1988, il dirige un des laboratoires de physique de Thomson-CSF (qui deviendra plus tard Thales). Il sera notamment le responsable de la thèse de Vincent Berger. Ce dernier est embauché par Thomson-CSF pour travailler dans ce même laboratoire[réf. souhaitée]. Il quitte Thomson-CSF pour l’Onera en 1998, dont il devint directeur scientifique général en 2010. Il fut également enseignant à temps partiel au département de physique de l’École polytechnique à partir de 1992 jusqu'à au moins mars 1997[réf. souhaitée].

## Vie privée
Dans l'annuaire des diplômés de Polytechnique, il apparaît en tant que Gilles Rosencher.
Il est le père de la journaliste du magazine l'Express, Anne Rosencher.
Son classement de sortie de Polytechnique, 5ème, lui permettait de choisir n'importe quel corps[réf. souhaitée]. Contrairement à ce qui se fait le plus souvent à l'époque, il n'a pas choisi  le Corps des mines mais le Corps des télécommunications.

## Prix et distinctions
- 1991 : prix Foucault 1991 (Physique Expérimentale, Société Française de Physique)
- 1997 : Thomson Best Patent Price
- 1998:  Fellow de l'Institute of Physics (IoP)
- 2000 : prix Montgolfier (Arts Physiques, 2000)
- 2001 : prix Arnulf-Françon 2001 (Société Française d'Optique)
- 2002 : Fellow of the Optical Society
- 2003 : grand prix EDP-Sciences de physique appliquée  (Société française de physique)
- 2003 :  Chevalier de l'ordre national du Mérite
- 2003 : Fellow de l’Optical Society of America (OSA)
- 2005 : Fellow de l’IEEE (Laser and ElectroOptics)
- 2009 :  Chevalier de la Légion d'honneur
- 2010 : grand prix France Télécom de l’Académie des sciences

### Livres
- Optoélectronique, Masson, 1998, 2e éd ; Optoelectronics, Cambridge University Press, 2001, 2e éd., Optoelectonik, Technosphera, en russe, 2004.
- La puce et l'ordinateur, Flammarion, coll. « Dominos », traduit en anglais, italien, espagnol, portugais, 1995.

### Articles et communications
- E. Rosencher, A. Straboni, S. Rigo et G. Amsel : Appl. Phys. Lett. 34, 254 (1979). "0-18 study of the thermal oxidation of silicon in oxygen".
- E. Rosencher, S. Delage, Y. Campidelli, FA. Davitaya : Electron. Lett. 20, 762 (1984): “Transistor effect in monolithic Si/CoSi/Si epitaxial structures”.
- E. Rosencher, P. Bois, B. Vinter, J. Nagle et D. Kaplan Appl. Phys. Lett. 56, 1824 (1990): " Giant nonlinear optical rectification at 8-12 µm in asymmetrical coupled quantum wells "
- E. Rosencher et P. Bois, Phys. Rev. B 44, 11315 (1991). “Model system for optical nonlinearities – Asymmetric quantum wells”.
- E. Rosencher, A. Fiore, B. Vinter, V. Berger, Ph. Bois et J. Nagle: Science 271,168 (1996): “ Quantum Engineering of Optical Nonlinearities”
- A. Fiore, V. Berger, E. Rosencher, P. Bravetti et J. Nagle: Nature 391, 463 (1998): “Phase matching using an isotropic nonlinear material”.
- R. Haidar, M. Baudrier, Ph. Kupecek et E. Rosencher, Nature 432, 375 (2004): “Random  quasi phase matching in bulk  polycrystalline isotropic semiconductors"
- N. Forget, S. Bahbah, C. Drag, F. Bretenaker, M. Lefebvre  et E. Rosencher, Optics Letters, 31, 972-974  (2006) : “Actively modelocked optical parametric oscillator”
- J.S. Lauret,_ R. Arenal de la Concha, A. Loiseau, M. Cau, B. Attal-Tretout, et E. Rosencher, Phys. Rev. Lett. 94, 037405 (2005): “Optical transitions in Single Wall Boron Nitride Nanotubes”
- F. Boitier, A. Godard, E. Rosencher et C. Fabre, Nature Physics 15 mars 2009 | doi: 10.1038/nphys1218: “Measuring photon bunching at ultrashort timescale using two photon absorption in semiconductors”
- F. Boitier, A. Godard, N. Dubreuil, P. Delaye, C. Fabre, et E. Rosencher Nat. Commun. 2:425 doi: 10.1038/ncomms 1423 (2011) “ Photon extrabunching in ultrabright twin beams measured by two-photon counting in a semiconductor”